# NFL中継 (NHK)
NFL中継（エヌ・エフ・エルちゅうけい）とは、NHK BS1で毎年9月から翌年2月上旬にかけて放送されていたNFL（全米アメリカンフットボールプロリーグ）の実況中継番組である。

## 概要
1985年に地上波でシュガーボウルを放送した後、1986年頃から衛星放送の試験放送が始まった。
第1回の放送はNHKの衛星放送が本放送を開始した1989年 - 1990年に開始された。これまでNFLの中継は主としてスーパーボウル（年間決勝）が地上波で放送された程度であったが、NHKの衛星放送が本放送になるにあたり、BS1では、アメリカ合衆国の3大国技（メジャーリーグベースボール・NFL・NBA）の実況中継を強化するようになり、NFLもレギュラーシーズンからプレーオフトーナメントを全て網羅する中継体制を整えるようになった。
レギュラーシーズン中は毎週1試合(2017〜18シーズンまでは2試合)深夜に録画中継。プレーオフは全試合を放送し、NFCチャンピオンシップゲーム、AFCチャンピオンシップゲーム、スーパーボウルは生中継し、他のゲームは録画中継する。
試合中のプレーについては、随時字幕での用語解説が入る。
2020-21シーズンまで結ばれていた放映権の契約満了に伴い、第55回スーパーボウルを最後に放送が終了した。

## 実況・解説

### 実況
太字は、スーパーボウル実況経験があることを示す。原則放送センター（東京）やNHKグローバルメディアサービスに所属するアナウンサーが担当するが、地方局所属のアナウンサー、かつて在籍していたフリーアナウンサーが担当することもある。
2020-21シーズン担当
- 笠井大輔
- 厚井大樹
- 小宮山晃義
- 杉岡英樹
- 野地俊二
- 松野靖彦
- 渡辺憲司

#### 過去
- 浅井僚馬
- 一橋忠之
- 大塚範一（既に退社）
- 鏡和臣
- 黒氏康博
- 小林陽広
- 近藤冨士雄
- 酒井博司
- 坂梨哲士
- 佐藤洋之
- 三瓶宏志
- 鈴木聡彦
- 曽根優
- 塚本貴之
- 豊原謙二郎
- 中村泰人
- 西阪太志
- 野瀬正夫（フリー[3]）
- 早瀬雄一
- 福原健一
- 船岡久嗣
- 別井敬之
- 星野圭介
- 政野光伯
- 三浦拓実
- 横井健吉

### 解説
- 生沢浩（ジャパンタイムズ編集局運動部主任）
- 大社充（ブルザイズ東京監督・代表）
- 大橋誠（オービックシーガルズヘッドコーチ）
- 河口正史（桜美林大学スリーネイルズクラウンズ コーチ兼トレーナー）
- 輿亮（富士通フロンティアーズ副部長）
- 宍戸博昭（共同通信社）
- 高野元秀（大阪学院大学ブルーフェニックスヘッドコーチ）

過去には大橋巨泉（2000年まで）・後藤完夫（タッチダウン社主）も解説を担当した。

## 番組使用曲
2012 - 13シーズン
エンディングテーマ 『I'm Alive』 -  シャインダウン
2013 - 14シーズン
- エンディングテーマ 『Born to Rise』 -  レッドライト・キング
- プレーオフ中継オープニングテーマ 『Did You』 -  フーバスタンク

2014 - 15シーズン
- エンディングテーマ『Hero』 -  スキレット
- プレーオフ中継オープニングテーマ 『30 Years to Life』 -  スラッシュ feat.マイルズ・ケネディ&コンスピレーターズ

2015 - 16シーズン
- エンディングテーマ『Warriors』 -  イマジン・ドラゴンズ
- プレーオフ中継オープニングテーマ 『Warriors』 -  パパ・ローチ
- 他会場ダイジェストBGM『I Can't Relax』 - マーティ・フリードマン feat.ダンコ・ジョーンズ（16 - 17シーズンも同様）

2016 - 17シーズン
- エンディングテーマ『The Light』 -  ディスターブド
- プレーオフ中継オープニングテーマ 『In The Air Tonight』 -  ノンポイント

2017 - 18シーズン
- エンディングテーマ『Walk On Water』 -  サーティー・セカンズ・トゥ・マーズ
- プレーオフ中継オープニングテーマ 『Friction』 -  イマジン・ドラゴンズ
- 第52回スーパーボウルオープニングテーマ 『I Bet My Life』 -  イマジン・ドラゴンズ

2018 - 19シーズン
- エンディングテーマ『Heroes』 - モーターヘッド

2019 - 20シーズン
- エンディングテーマ『Born for This』 - ザ・スコア

2020 - 21シーズン
- エンディングテーマ『Satellite』 - スターセット
- プレーオフ中継オープニングテーマ 『Resurrection by Erection』 -  パワーウルフ
- 第55回スーパーボウルオープニングテーマ 『Don't Stop Believein'』 -  ジャーニー

## 関連番組
- NFLウィークリー
随時、BS1で放送。試合のダイジェストをNFL公認フィルムと、坂信一郎（本編でのクレジットはなし）のナレーションで紹介する。
NHKと番組の契約は2017-18シーズンまでとなっていたが、2018年以降の契約は更新されず、契約満了となる、第55回スーパーボウルのダイジェストを最後にNHKに於けるNFLウィークリーの放送は終了した。